# Liste der Monuments historiques in Neufmoutiers-en-Brie
Die Liste der Monuments historiques in Neufmoutiers-en-Brie führt die Monuments historiques in der französischen Gemeinde Neufmoutiers-en-Brie auf.
Bauwerke sind nicht gelistet.
Die Objekte sind mit Ausnahme des Wetterhahns (befindet sich im Ratssaal der Mairie) sämtlich der Kirche Saint-Leu-et-Saint-Gilles, 1 Rue d’Église, in Neufmoutiers-en-Brie zuzuordnen.

## Liste der Objekte
| Bezeichnung                                                                                | Beschreibung                                                | Standort                          | Kennzeichnung | Schutzstatus | Datum | Bild |
| ------------------------------------------------------------------------------------------ | ----------------------------------------------------------- | --------------------------------- | ------------- | ------------ | ----- | ---- |
| Grabplatte (Epitaph) des Priesters Herchanbaut aus Neufmoutiers                            | Steinritzung, Beginn des 14. Jahrhunderts                   | 1 Rue d’Église (Lage)             | PM77001292    | Classé       | 1980  |      |
| Grabplatte (Epitaph) der 1552 verstorbenen Etiennette de Pailhard mit ihren beiden Kindern | Steinritzung, 16. Jahrhundert (um 1552)                     | 1 Rue d’Église (Lage)             | PM77001293    | Classé       | 1980  |      |
| Grabestafel (Epitaph) für Marie Le Picard, die 1661 starb                                  | schwarzer Marmor auf Stein, 1664                            | 1 Rue d’Église (Lage)             | PM77001294    | Inscrit      | 1980  |      |
| Gemälde einer verschleierten Frau                                                          | gerahmte Leinwand, 19. Jahrhundert                          | 1 Rue d’Église (Lage)             | PM77001296    | Inscrit      | 1984  |      |
| gebundenes Messbuch der Kirche Saint-Leu-et-Saint-Gilles                                   | Papier, Aquarell, 1778 Buchinneres, 1813 Einband            | 1 Rue d’Église (Lage)             | PM77001297    | Classé       | 1984  |      |
| Grabmal der Familie von Coucy de Clermont                                                  | geschnitztes Holz, Stuck, Blei, Anfang des 19. Jahrhunderts | 1 Rue d’Église (Lage)             | PM77004359    | Inscrit      | 1984  |      |
| Erinnerungsplatte für Jean Parvy                                                           | bemalter (beschrifteter) Stein, 1749                        | 1 Rue d’Église (Lage)             | PM77003399    | Inscrit      | 1979  |      |
| Prozessionsbanner mit Saint Leu (Lupus von Sens) und Saint Gilles (Ägidius)                | Textil, Ölfarbe, Anfang des 19. Jahrhunderts                | 1 Rue d’Église (Lage)             | PM77004360    | Inscrit      | 1984  |      |
| Pariser Messbuch des Erzbischofs von Paris, Montsignore de Vintimille                      | Papier, Leder, 1739                                         | 1 Rue d’Église (Lage)             | PM77004361    | Inscrit      | 1984  |      |
| Prozessionsstab mit aufgesetzter Skulptur des Saint Leu (Lupus von Sens)                   | gold gefasste Holzschnitzerei, 16. Jahrhundert              | 1 Rue d’Église (Lage)             | PM77004362    | Inscrit      | 1984  |      |
| Wetterhahn des Glockenturms                                                                | Kupfer, 1609 und 1719 (beide Daten auf dem Hahn)            | 9 Rue de Géneral de Gaulle (Lage) | PM77004363    | Inscrit      | 1984  |      |
| Glasmalerei                                                                                | Buntglas, 16./17. Jahrhundert                               | 1 Rue d’Église (Lage)             | PM77001295    | Classé       | 1975  |      |

Zum Verständnis siehe: Kirchenausstattung